# Civic Square
Civic Square – publiczny plac w centrum Wellington (stolicy Nowej Zelandii) łączący część biznesową miasta z częścią rozrywkową.

## Historia
Najstarszym budynkiem jest otwarty w 1904 roku ratusz, który  został zaprojektowany przez Joshua Charleswortha. Pierwsze plany dotyczące powstania placu sięgają roku 1944. Ale dopiero na początku 1990 roku Rada Miasta Wellington postanowiła zbudować centralny plac na wzór europejskich. Zlokalizowano go pomiędzy ratuszem i centralną biblioteką (obecnie City Gallery Wellington). Ratusz został przerobiony, wzmocniony i włączony w obręb placu. Nowy blok biblioteki został zlokalizowany obok ratusza po zachodniej stronie placu, z szerokim mostem prowadzącym do nabrzeża na wschodniej stronie. Plac ostatecznie powstał w 1992 roku.
Plac pokryty jest żółtymi kostkami brukowym i jest miejscem spotkań publicznych oraz wielu imprez, ponadto znajduje się tam wiele restauracji, barów itp.

## The City to Sea Bridge
Most łączący Civic Square z nabrzeżem został zaprojektowany przez Rewi Thompsona i Johna Graya i otwarty w 1994 roku. Jest to betonowa kładka nad ulicą. Został ozdobiony drewnianymi rzeźbami maoryskiego artysty Para Matchitta. W górnej części mostu umieszczone zostały dwa ptaki rozkładające skrzydła w geście powitania, a obok znajdują się dwa wieloryby drewna reprezentujące Taniwha Ngake i Whātaitai które według legendy, przyczyniły się do powstania Portu Wellington.

## Rzeźba
3,5 metrową Globus-rzeźbę "Paprocie" wykonał Neil Dawson. Kula ze srebrnych liści  paproci, które są symbolem Nowej Zelandii, została zawieszona w 1998 roku pomiędzy okolicznymi budynkami 14 metrów nad ziemią i  wydaje się unosić nad tłumem. Rzeźba wykonana z aluminium została ze względów bezpieczeństwa zdemontowana w 2015 roku. Powodem były uszkodzenia spowodowane przez wiatr. Nowa ma być wykonana ze stali nierdzewnej. Jej powrót na plac jest planowany na 2018 rok.